# 上杉輝
上杉 輝（うえすぎ てる、1982年7月5日 - ）は、日本の俳優、タレント。広島県出身。ルビーパレード所属。俳優ユニットTOKYO流星群のリーダー。

## 人物
カートプロモーションを経て、2012年よりルビーパレード（当時の社名はM's Produce）に所属。
17歳のときに上京。雑誌『BiDaN』のモデルを1年間務め、2008年以降は俳優として舞台を中心に活動する。2012年、TOKYO流星群の結成メンバーになる。
2023年6月にTOKYO流星群メンバーの青木一馬とツインボーカルユニット「松風」を結成、CDデビュー。
趣味・特技はスノーボード、フットサル・バイク・料理・ウェイクボード・釣り。ドラえもんに関する研究が好きで、フィギュアを700体以上所有している。また、高校時代はヴィジュアル系バンドを組みボーカルとして活躍。
愛犬のティム（輝夢）をこよなく愛した（2022年3月8日に虹の橋を渡った）。
大型二輪免許、船舶2級免許、特殊小型船舶免許の資格保持。

## 出演

### 舞台・ミュージカル
- ダブルブッキング!（2008年7月、紀伊國屋ホール 他） - 菅紀之 役
- 緋色の欠片（2008年12月 - 2009年1月、シアターグリーン]/ 朝日放送グループホールディングス#社屋・スタジオ|ABCホール）
- うばクラ（2009年1月、東京芸術劇場） - 青田みちる 役
- 新撰組異聞PEACE MAKER（2009年5月、東京芸術劇場） - 山南敬助 役
- サラマンドラの虹（2009年9月、シアターグリーン BIG TREE THEATER） - 半崎修平 役
- かげぜん（2010年2月、あうるすぽっと）
- 刻め、我ガ肌ニ君ノ息吹ヲ（2010年9月、シアターグリーン BIG TREE THEATER） - 瀬戸 役
- 劇団VitaminX〜Legend of VITAMIN〜（2010年9月 - 10月、前進座|前進座劇場） - 真田正輝 役
- パルレ〜洗濯〜 vol.3（2012年8月、三越劇場） - 主演 ソロンゴ 役（W主演）
- The ghost≠You-Re:i（2012年11月、シアターサンモール） - 多田康隆 役
- 返り咲きリビングデッド（2013年1月、エコー劇場） - トシミツ 役
- 9 -ナイン-（2013年3月、紀伊國屋サザンシアター / 新神戸オリエンタル劇場） - 久保寺丈 役
- 温泉倶楽部（2013年4月、赤坂GENKI劇場） - 瀧本伸太郎 役
- 新・贋作水滸伝 -HEROES-（2013年5月、あうるすぽっと） - 白花蛇楊春 役
- abc★赤坂ボーイズキャバレー裏 FINAL! 最後の充電! 〜自分に喝を入れて勝つ!〜（2013年9月、銀座博品館劇場） - 奈良橋良太 役
- 赤毛のアン（2013年11月、東京国際フォーラム） - ギルバート 役
- BANANA QUEST vol.2『POLI』（2014年3月4日 - 9日、劇場MOMO） - 主演 青木達彦 役
- 熱い奴ら！（2014年10月8日 - 13日、テアトルBONBON）
- 新選組外伝〜馳せし蒼へ響き渡れ〜（2015年2月3日 - 11日、明石スタジオ） - 主演 藤堂平助 役（A班）
- LIVE＆STAGE『ソングドリーマーズ☆』（2015年5月8日 - 10日、上野ストアハウス） - 4U 東雲蓮 役
- LOOP THE LOOP 飽食の館（2015年5月27日 - 31日、ウエストエンドスタジオ） - 藍川拓都 役
- Sunset Moon 〜茜色の刻〜（2015年7月14日 - 20日、シアター711） - 大城ケント 役
- イキザマ3〜押忍！我が青春に悔いは無し〜（2015年9月30日 - 10月4日、「劇」小劇場）
- 神様はじめました THE MUSICAL♪2016（2016年1月15 - 21日、AiiA 2.5 Theater Tokyo）
- リング・リング・リング2016（2016年6月23日 - 30日、スペース・ゼロ|全労済ホール スペース・ゼロ）
- 誰かこの状況を説明してください！（2016年7月27日 - 31日、萬劇場） - 主演 サーシス 役
- 「スイートホーム」毎日ほっこりしてますか?（2017年3月22日 - 26日、萬劇場）
- 夢王国と眠れる100人の王子様 〜Prince Theater〜（2017年7月21日 - 25日、AiiA 2.5 Theater Tokyo） - マーチア 役
  - 夢王国と眠れる100人の王子様 On Stage（2019年1月31日 - 2月3日、シアター1010）
- 夏草～夜明けを待ちながら～（2017年9月2日 - 5日、Rsアートコート）
- 天国の脚本家 冴嶋コーキ 〜袖振り合うも多生の宴〜（2017年10月18日 - 22日、銀座博品館劇場）
- バクステ（2018年6月13日 - 17日、赤坂 RED THEATER） - 亀田（音響） 役
- 家庭教師ヒットマンREBORN! the STAGE（2018年9月21日 - 30日、天王洲 銀河劇場 / 10月3日 - 6日、大阪・メルパルクホール大阪） - 笹川了平 役[9]
  - the STAGE -vs VARIA part I-（2019年6月14日 - 23日、シアター1010 / 6月27日 - 30日、柏原市民文化会館 リビエールホール）[10]
  - the STAGE -vs VARIA part II-（2020年1月6日 - 13日、天王洲 銀河劇場 / 1月17日 - 19日、梅田芸術劇場 シアター・ドラマシティ）
  - the STAGE -episode of FUTURE- 前編（2021年7月16日 - 22日、天王洲 銀河劇場 / 8月6日 - 8日、サンケイホールブリーゼ）
  - the STAGE -episode of FUTURE- 後編（2021年7月28日 - 8月1日、天王洲 銀河劇場）
- 王室教師ハイネ -THE MUSICAL II-（2019年4月11日 - 14日、TOKYO DOME CITY HALL / 4月27日 - 28日、神戸国際会館 こくさいホール） - チタデッタ 役
- 一人芝居（2019年5月10日 ‐ 5月12日、at THEATER）
- 古～inishie～（2019年7月24日 - 8月4日、シアターサンモール） - 劇団員・薄井健 役[11]
- 首都争奪バトル舞台「四十七大戦」-開戦！鳥取編-（2019年10月24日 - 27日、新宿FACE / 11月1日 - 2日、鳥取県立生涯学習センター県民ふれあい会館） - 岡山さん 役
- 舞台版 誰ガ為のアルケミスト 〜聖ガ剣、十ノ戒〜（2020年3月13日 - 22日、無観客LIVE配信(ニコニコ生放送)） - モンゼイン 役
- 泪橋ディンドンバンド４～泣き出しそうな青空～（2020年9月2日 ‐ 13日、博品館劇場）‐ 真樹生 役[12]
- 朗読劇「Candle Story」（2020年12月14日 - 20日、無観客LIVE配信(OPENREC.tv)）[13]
- 怪盗探偵山猫 the Stage（2021年1月21日 - 31日、ヒューリックホール東京）[14]
- 文学戯劇－宮沢賢治－『星紡ギの夜』注文の多い料理店（2021年4月22日 - 25日、IMAホール） - 男1 役[15]
- Liquid（2021年5月26日 - 30日、萬劇場）‐ 吉高 役[16]
- 歌舞伎町ビターナイト（2021年9月29日 ‐ 10月3日、バルスタジオ）‐ 片桐司 役[17]
- どん底ボトムアウト（2022年5月4日 ‐ 8日、バルスタジオ）‐ 主演　風間光雄 役[18]
- 探求（2022年6月22日 ‐ 26日、赤坂RED／THEATER）‐ 白峰浩二 役[19]
- 親父のテイスティー（2022年7月13日 ‐ 18日、バルスタジオ）‐ 鎌倉銅山 役[20]
- 1/5 ドロボウのモノクロームハウス（2022年10月26日 ‐ 30日、萬劇場）‐ 主演 阿比蓮司 役[21]
- 高飛車モンスター（2022年11月16日 ‐ 20日、バルスタジオ）‐ 虹川権蔵 役[22]
- 遠き日の落球〜あの時から続いているから今なんだ〜（2023年2月15日 - 19日、シアター・アルファ東京）‐ 城島浩二 役[23]
- 鴨川ファイヤーワークス（2023年7月12日 ‐ 17日、バルスタジオ） - 柏木景 役[24]
- 心の詩（2023年8月17日 - 20日、シアターアルファ東京）- 町田翔太 役[25]
- 浅草プロローグ（2024年1月24日 - 28日、バルスタジオ）- 有村恭平 役[26]
- 志立彩色学園アイドル科（Aチーム 2024年2月7日 - 12日/ Bチーム 2024年2月21日 - 25日、バルスタジオ）- 松本俊彥 役 [27]
- 夏草〜夜明けを待ちながら〜（2024年3月20日 - 24日、築地本願寺ブディストホール）- 蒲池慶介 役 [28]
- 朗読公演「名探偵サトラレー復讐と秘密の暗号ー」（2024年5月15日 - 19日、三鷹Ri劇場） - 板前 役[29]
- ドラマシアター『図書館の子』（2024年5月29日 , 31日、シアターX（シアターカイ））- 少年 役[30]
- Casual Meets Shakespeare『MACBETH SC』（2024年9月26日 - 10月6日、新宿村LIVE）- 魔女2 役[31]
- 真夜中のオカルト公務員 The STAGE（2024年10月9日 - 12日、渋谷区文化総合センター大和田 伝承ホール） - 狩野一悟 役[32]
- 歌舞伎町シュガーナイト（2024年11月20日 ‐ 24日、バルスタジオ）‐ 片桐司 役[33]
- 歌舞伎町ホーリーナイト（2024年12月18日 ‐ 22日、バルスタジオ）‐ 片桐司 役[34]
- 貴方はあなたらしく（2025年1月29日 ‐ 2月3日、オメガ東京）[35]
- 志立彩色学園アイドル科（2025年2月11日 ‐ 2月16日、バルスタジオ） - 五十嵐宏樹　役[36]

### ライブ
- ソングドリーマーズLIVE☆（2015年10月21・22・25日、恵比寿CreAto）
- 前田慶次四百十二回忌供養祭（2023年6月4日、堂森善光寺）
- 松風〜TOKYO流星群〜ライブin米沢（2023年6月4日、ミュージックパブ音魂）

### TV・ネットTV
- 臨死!!江古田ちゃん 第2話（2011年1月、日本テレビ） - カップル 役
- ネクストシンデレラストーリー　第1章（2012年5月26日、あっ!とおどろく放送局） - MC出演
- チェックタイム（2012年11月16・26日、TOKYO MX） - ぶっかけ男子コーナー出演
- 不可避研究中（2020年11月27日、NHK）

### 映画
- 幕末奇譚 SHINSEN5 〜剣豪降臨〜（2013年） - 山村 役
- ソングドリーマーズ☆（2016年） - 4U 東雲蓮 役
- FIXED BOXER（2024年） - 村上 役

### テレビアニメ
- 闇芝居-11期（2023年7月、テレビ東京）[37]

### インターネット番組
- レギュラー番組　TOKYO流星群チャンネル「星のテラス」（2016年5月 - 、ニコニコチャンネル）
- バラッチェ Vol.16 （2023年6月28日、Youtube）[38]

### ラジオ
- おきたまGO!「スイッチON♪」(2023年6月5日、エフエムNCV)
- ゲツキンラジオ ぱんぱかぱ～ん（2023年6月5日、YBCラジオ）
- 水原ゆきのみなラジオ（2023年6月9日、渋谷クロスFM）

### オリジナルビデオ
- ガチバンIII（2008年） - 生徒 役

### CM
- vodafone 居酒屋編
- サントリー「黒烏龍茶」

## 作品

### CD
- 松風〜TOKYO流星群〜「華の道」（2023年、みちのくレコード）